# 恋 (小池真理子)
《恋》（日语：／ Koi）是日本女作家小池真理子所著的一部小说，同时也是TBS电视台同名电视剧的原著。这部小说原于1995年10月作为早川书房的悬疑小说系列“早川神秘世界”发表。本书是第114届直木奖获奖作品。

## 作品概要
1993年到1994年期间，小池真理子正处于无论写什么都无法被接受的时间段。1994年12月的某一天，当她正在聆听巴赫的作品《马太受难曲》时，关于本作的构想、主题，以及登场人物的造型都仿佛“暴风雨一般穿透大脑”；而她在写作时，感觉犹如“神降临了”。小池真理子自己评价这本小说时，曾说过“这是一部非常重要的作品，是我作者生涯的转折点”，“我第一次对我的作品感到满意并觉得立即死掉也很满足”。截至2013年12月，本书的销量已经超过70万本。
《恋》获得第114届（1995年下半年度）直木三十五奖的提名，并最后与藤原伊织的《恐怖分子的洋伞》共同获得此奖。同届，小池真理子的丈夫藤田宜永也凭借小说《来自巴黎的遗言（巴里からの遺言）》获得提名。夫妻同时拿下直木奖的提名成为当时的新闻话题。不过藤田宜永最终没有获得直木奖，对此他内心还是感到高兴的，因为他知道拿奖几乎是不可能的。2001年，藤田宜永凭借《爱的领域（愛の領分）》拿下直木奖后，在与妻子的谈话中说到“生活一半开心一半辛苦，仿佛在天堂与地狱之间徘徊的日子一直持续着”，同时也表示对夫妻关系破裂有了一定的觉悟。但随后藤田在接受采访时又否认了这个说法。
由石原里美主演的同名电视剧于2013年12月16日开始在日本的TBS电视网首播。

## 内容简介
非虚构作家鸟饲三津彦（鳥飼三津彦）因为打算就浅间山庄事件撰写一部回顾性的文章，所以他翻阅当时刊登这个事件的报纸以确认细节。而在他查阅报纸的时候，他却发现了一起发生在轻井泽的女大学生谋杀案。由于这起谋杀案发生在浅间山庄事件的解决当日，因此被报纸当成了小新闻给处理了。鸟饲对这个隐藏在轰动全日本大事件背后的小案件产生了兴趣，他申请了对案件罪犯矢野布美子（矢野布美子）的采访。此时的矢野布美子因为在狱中表现良好而提前获释。尽管鸟饲三津彦保证自己从未写过任何丑闻文章，但是矢野布美子还是固执地拒绝了他的采访并从她工作的地方辞职并销声匿迹了。在后来鸟饲忙得不知所措的某日，他收到了来自布美子的一封信。布美子在信中为自己的仓促离开而道歉，同时也告诉他自己罹癌并不久于人世的消息。鸟饲找到了布美子住院的地方，只要时间允许，鸟饲都会来这里陪伴布美子并和她聊聊家常。不久，对鸟饲产生信任的布美子向他诉说了案件中在审判中没有公开也没有被新闻报道过的秘密……

## 登场人物
| 角色名     | 角色简介 |
| ---------- | --- |
| 矢野布美子 | 当她22岁还在在M大学就读时。她在轻井泽用枪射杀了一名男子并射伤了另一名男子，她因此判处有期徒刑14年。她没有上诉并就此服刑，10年后因为表现良好而提前出狱。20岁时，她协助S大学文学部的助理教授片濑信太郎翻译一部英国小说并以此为兼职。在翻译工作期间，她被片濑夫妇奔放的夫妻关系所诱惑并陷入到这种倒错的关系里。                                  |
| 鸟饲三津彦 | 非虚构作家。在为浅间山庄事件撰写回顾文章而进行调查时发现了同天发生的矢野布美子杀人案，他因此产生了兴趣并开始调查这一案件。 |
| 片濑信太郎 | S大学文学部助理教授，案件发生时35岁。当他还是一名穷大学生的时候，他和前子爵的女儿雏子私奔并随后结婚。后来，原本持反对态度的前子爵原谅了他们并给了他们一套公寓和一栋位于轻井泽的别墅。为了翻译英国新晋作家的小说《玫瑰沙龙（ローズサロン）》，自己研究生班的学生将矢野布美子介绍给他担任兼职翻译。布美子也因此与他的妻子雏子变得关系亲密起来。 |
| 片濑雏子   | 片濑信太郎妻子。原子爵二阶堂忠志的长女。她是一个爱吃的人，由于吃得太多而被丈夫信太郎揶揄“雏子的胃仿佛一个大布袋”。她的特色菜是猪肉角煮。包括信太郎的学生半田纮一在内，雏子有多名得到信太郎承认的男性情人。 |
| 大久保胜也 | 被矢野布美子射杀的男性，当时年纪25岁。他是轻井泽电机店“信浓电机（信濃電機）”的兼职员工。讨厌通俗的东西，但却追求更加没有意义的东西。当布美子第二次夏天留在轻井泽的时候，由于家电继而连三地坏掉，因此请他上门维修。他的长相虽然不很英俊却让人印象深刻，因此他对雏子的吸引是无可救药的。                                                                |
| 野平       | 矢野布美子出狱后所供职的咖喱店“印度（インディア）”的店主夫妇。 |
| 唐木俊夫   | 矢野布美子遇见片濑夫妇之前的恋人。新左派积极分子。因抗议佐藤荣作访美而被捕，因腿部受重伤而退出活动。他与布美子曾保持了一段时间的秘密关系，但后来还是分手了。 |
| 坂田春美   | 矢野布美子所在大学的大学生活合作社的职员。她通过她弟弟浩二知道片濑信太郎招募兼职翻译的消息并介绍给了布美子。 |
| 坂田浩二   | 坂田春美的弟弟。就读于S大学文学部，同时也该大学网球俱乐部的成员。他是片濑信太郎研究生班的学生。 |
| 二阶堂忠志 | 原子爵。片濑雏子的父亲。二阶堂轮船会社的所有者。 |
| 秀         | 片濑家的助手。原来是二阶堂家的仆人。 |
| 半田纮一   | S大学文学部的研究生，也是片濑信太郎的学生。片濑雏子的情人兼男朋友。 |
| 副岛       | 意大利菜餐厅“卡布奇诺（カプチーノ）”的老板。片濑夫妇的朋友。他以前在轻井泽也有一栋别墅，喜欢狩猎。他是片濑雏子在轻井泽时的限定情人。 |

## 出版资讯
| 出版标题 | 出版地区 | 出版社           | 出版日期       | 国际标准书号       |
| -------- | -------- | ---------------- | -------------- | ------------------ |
| 《》     | 日本     | 早川书房         | 1995年10月     | ISBN 9784152079633 |
| 《戀》   | 台灣     | 方智出版社       | 1998年9月1日   | ISBN 9789576795725 |
| 《恋》   | 中国内地 | 文化艺术出版社   | 2000年12月     | ISBN 9787503919541 |
| 《》     | 日本     | 新潮社           | 2002年12月25日 | ISBN 9784101440163 |
| 《异恋》 | 中国内地 | 北京时代华文书局 | 2014年9月      | ISBN 9787807696445 |

## 影视改编

### 电视剧
《恋》电视剧在2013年12月16日以“周一金色”特别策划剧集的形式于日本标准时间21:00到23:09在TBS电视网上播出。编剧兼导演是凭借《遗恨：明治十三年最后的复仇》而拿下第37届广播文化基金奖单项奖的源孝志。在负责这部小说的改编工作时，源孝志表示自己“一直在苦恼如何将独特的精神世界给具象化”。虽然他在获奖后得到了不少工作的邀约，但是他在看到小池的这部小说时却有一种“值得被托付”的直觉，因而他决定改编这个小说。而小池在看到拍摄完成后的作品后，她表示“眼泪不知不觉就流出来了”，“演员们都在努力地融入到作品中”并为这部电视剧打了包票。

#### 演员名单
| 角色名     | 演员名                                        |
| ---------- | --------------------------------------------- |
| 矢野布美子 | 石原里美（青年时代） / 原田美枝子（老年时代） |
| 片濑信太郎 | 井浦新                                        |
| 片濑雏子   | 田中丽奈                                      |
| 大久保胜也 | 斋藤工                                        |
| 鸟饲三津彦 | 渡部笃郎                                      |
| 半田纮一   | 柿泽勇人                                      |
| 副岛       | 风间彻                                        |
| 植木屋     | 石桥莲司                                      |

#### 工作团队
- 导演 · 编剧：源孝志（日语：源孝志）
- 音乐：阿部海太郎
- 枪弹效果：火人科技（日语：パイロテック）
- 动作协调：釼持诚（日语：釼持誠）
- CG：Eleven Graphics
- 技术协力：Video Staff（日语：ビデオスタッフ）
- 灯光协力：The Horizon（日语：ザ・ホライズン）
- 音效：Media House Sound Design（日语：メディアハウス・サウンドデザイン）
- 剪辑：The TUBE（日语：ザ・チューブ）
- 制片：槙哲也（Horipro）、河野美里（Horipro）
- 制片主任：菅井敦（Horipro）
- 策划协力：爱企画
- 制作公司：TBS电视台、Horipro